# Edward Wołonciej
Edward Wołonciej, ps. Czemier (ur. 30 września 1919 w Wierobiejkach, zm. 3 lutego 1999 w Warszawie) – polski adwokat, dramatopisarz, autor pamiętników, powstaniec warszawski.

## Biogram
Przed wybuchem II wojny światowej był uczniem gimnazjum, natomiast w latach wojny uczęszczał na tajne komplety w Liceum im. Bolesława Prusa, gdzie uzyskał w 1944 maturę. Jeszcze przed tym brał udział w zajęciach na Wolnej Wszechnicy Polskiej.
W 1941 został przyjęty do Armii Krajowej, po wybuchu powstania warszawskiego, w dniach 1-15 sierpnia 1944, walczył w szeregach kompanii „Grażyna” wchodzącej w skład Batalionu „Harnaś”, natomiast po 2 września został dowódcą w stopniu kapitana Brygady Syndykalistycznej w Śródmieściu. Razem z Tomaszem Pilarskim, jako przedstawiciele Syndykalistycznej Organizacji „Wolność”, brał udział w rozmowach, dotyczących utworzenia Powstańczego Porozumienia Demokratycznego. Po upadku powstania internowany w obozie Dulag 121 Pruszków, skąd uciekł pod Kraków.
W 1947 skończył studia na Wydziale Praw Uniwersytetu Jagiellońskiego, a w 1950 na Wydziale Dyplomatyczno-Konsularnym Akademii Nauk Politycznych. Podjął również studia w Państwowej Wyższej Szkole Teatralnej na wydziale reżyserii. W 1953 uzyskał wpis na listę adwokatów. Podczas studiów działał w Organizacja Młodzieży Towarzystwa Uniwersytetu Robotniczego oraz Polskiej Partii Socjalistycznej, a następnie w Związku Niezależnej Młodzieży Socjalistycznej. Był również członkiem zarządu Bratniej Pomocy Studenckiej UJ.
W okresie PRL represjonowany za walkę z władzą komunistyczną. Zmarł 30 września 1999 w Warszawie.